# موسيني
موسيني (ويسكونسن) (بالإنجليزية: Mosinee, Wisconsin)‏ هي بلدة و fourth-class city تقع في الولايات المتحدة في مقاطعة ماراثون. يقدر عدد سكانها بـ 3,988 نسمة ومساحتها 22.12 كم2 .

## التركيبة السكانية
قام مكتب تعداد الولايات المتحدة بتحديد بيانات التركيبة السكانية لموسينيفي تعداد الولايات المتحدة. في ما يلي، التركيبة السكانية حسب تعدادي 2000 و2010.

### تعداد عام 2000
بلغ عدد سكان موسيني 4,063 نسمة بحسب تعداد عام 2000، وبلغ عدد الأسر 1,635 أسرة وعدد العائلات 1,111 عائلة مقيمة في المدينة. في حين سجلت الكثافة السكانية 522.2 نسمة لكل ميل مربع (201.6/كم2). وبلغ عدد الوحدات السكنية 1,711 وحدة بمتوسط كثافة قدره 219.9 نسمة لكل ميل مربع (84.9/كم2).
وتوزع التركيب العرقي للمدينة بنسبة 98.79% من البيض و 0.12% من الأمريكيين الأصليين و 0.22% من الأمريكيين ذوي الأصول الآسيوية و 0.12% من الأمريكيين الأفارقة و 0.42% من عرقين مختلطين أو أكثر.
بلغ عدد الأسر 1,635 أسرة كانت نسبة 34.5% منها لديها أطفال تحت سن الثامنة عشر تعيش معهم، وكانت نسبة 32.0% من غير العائلات. تألفت نسبة 26.9% من أصل جميع الأسر من أفراد ونسبة 12.4% كانوا يعيش معهم شخص وحيد يبلغ من العمر 65 عاماً فما فوق. وبلغ متوسط حجم الأسرة المعيشية 3.00، أما متوسط حجم العائلات فبلغ 2.47.
بلغ العمر الوسطي للسكان 35 عاماً. وكانت نسبة 26.3% من القاطنين تحت سن الثامنة عشر، وكانت نسبة 8.1% بين الثامنة عشر والأربعة وعشرون عاماً، ونسبة 30.1% كانت واقعةً في الفئة العمرية ما بين الخامسة والعشرون حتى والأربعة وأربعون عاماً، ونسبة 20.3% كانت ما بين الخامسة والأربعون حتى الرابعة والستون، ونسبة 15.2% كانت ضمن فئة الخامسة والستون عاماً فما فوق. يوجد لكل 100 أنثى 95.0 ذكر، ويوجد لكل 100 أنثى في الثامنة عشر من عمرها فما فوق 89.7 ذكر.
بلغ متوسط دخل الأسرة في المدينة 46,109 دولار، أما متوسط دخل العائلة فبلغ 51,776 دولار. وكان متوسط دخل الذكور 34,494 دولار مقابل 25,572 دولار للإناث. وسجل دخل الفرد الخاص بالمدينة 18,700 دولار. وكانت نسبة 2.8% من العائلات ونسبة 5.5% من السكان تحت خط الفقر، وكان من هؤلاء نسبة 4.3% تحت سن الثامنة عشر ونسبة 7.9% في الخامسة والستين من العمر وما فوق.

### تعداد عام 2010
بلغ عدد سكان موسيني 3,988 نسمة بحسب تعداد عام 2010، وبلغ عدد الأسر 1,660 أسرة وعدد العائلات 1,110 عائلة مقيمة في المدينة. في حين سجلت الكثافة السكانية 513.3 نسمة لكل ميل مربع (198.2/كم2). وبلغ عدد الوحدات السكنية 1,791 وحدة بمتوسط كثافة قدره 230.5 لكل ميل مربع (89.0/كم2).
وتوزع التركيب العرقي للمدينة بنسبة 97.6% من البيض و 0.5% من الأمريكيين الأصليين و 0.5% من الأمريكيين ذوي الأصول الآسيوية و 0.3% من الأمريكيين الأفارقة و 0.7% من عرقين مختلطين أو أكثر.
بلغ عدد الأسر 1,660 أسرة كانت نسبة 32.0% منها لديها أطفال تحت سن الثامنة عشر تعيش معهم، وبلغت نسبة الأزواج القاطنين مع بعضهم البعض 50.4% من أصل المجموع الكلي للأسر، ونسبة 10.8% من الأسر كان لديها معيلات من الإناث دون وجود شريك، بينما كانت نسبة 5.6% من الأسر لديها معيلون من الذكور دون وجود شريكة وكانت نسبة 33.1% من غير العائلات. تألفت نسبة 27.5% من أصل جميع الأسر من أفراد ونسبة 10.9% كانوا يعيش معهم شخص وحيد يبلغ من العمر 65 عاماً فما فوق. وبلغ متوسط حجم الأسرة المعيشية 2.89، أما متوسط حجم العائلات فبلغ 2.39.
بلغ العمر الوسطي للسكان 39.1 عاماً. وكانت نسبة 25% من القاطنين تحت سن الثامنة عشر، وكانت نسبة 7.1% بين الثامنة عشر والأربعة وعشرون عاماً، ونسبة 26.7% كانت واقعةً في الفئة العمرية ما بين الخامسة والعشرون حتى والأربعة وأربعون عاماً، ونسبة 25.5% كانت ما بين الخامسة والأربعون حتى الرابعة والستون، ونسبة 15.6% كانت ضمن فئة الخامسة والستون عاماً فما فوق. وتوزع التركيب الجنسي للسكان بنسبة 49.2% ذكور و50.8% إناث.